# Spoorlijn Bazel - Zell im Wiesental
De spoorlijn Bazel - Zell im Wiesental, ook wel Wiesentalbahn genoemd, is een Duitse spoorlijn als lijn 4400 onder beheer van DB Netze.

## Geschiedenis
Het traject werd door de Wiesenthalbahn-Gesellschaft in fases geopend.
- 7 juni 1862: Basel - Schopfheim
- 5 februari 1976: Schopfheim - Zell im Wiesental

Tussen 2003 en 2005 werd de lijn omgebouwd en werden daarna door SBB moderne treinstellen ingezet.

## Treindiensten

### Deutsche Bahn
De Deutsche Bahn verzorgde tot 15 juni 2003 het personenvervoer op dit traject met RB-treinen.

### S-Bahn Basel
De treindiensten van de S-Bahn Basel worden sinds 15 juni 2003 uitgevoerd door de SBB.

## Aansluitingen
In de volgende plaatsen is of was er een aansluiting van de volgende spoorlijnen:

### Basel Bad.
Het huidige station Basel Bad. Bahnhof werd op 13 september 1913 geopend.
- Rheintalbahn, spoorlijn tussen Mannheim en Basel
- Hochrheinbahn, spoorlijn tussen Basel en Konstanz
- Basler Verbindungsbahn, spoorlijn tussen onder meer Basel Bad. Bahnhof en Basel SBB / Pratteln

### Lörrach
- Gartenbahn, spoorlijn tussen Weil am Rhein en Lörrach

### Schopfheim
- Wehratalbahn, spoorlijn tussen Schopfheim en Bad Sächingen

## Elektrische tractie
Het traject werd in 1913 geëlektrificeerd met een spanning van 15.000 volt 16⅔ Hz wisselstroom.

## Afbeeldingen

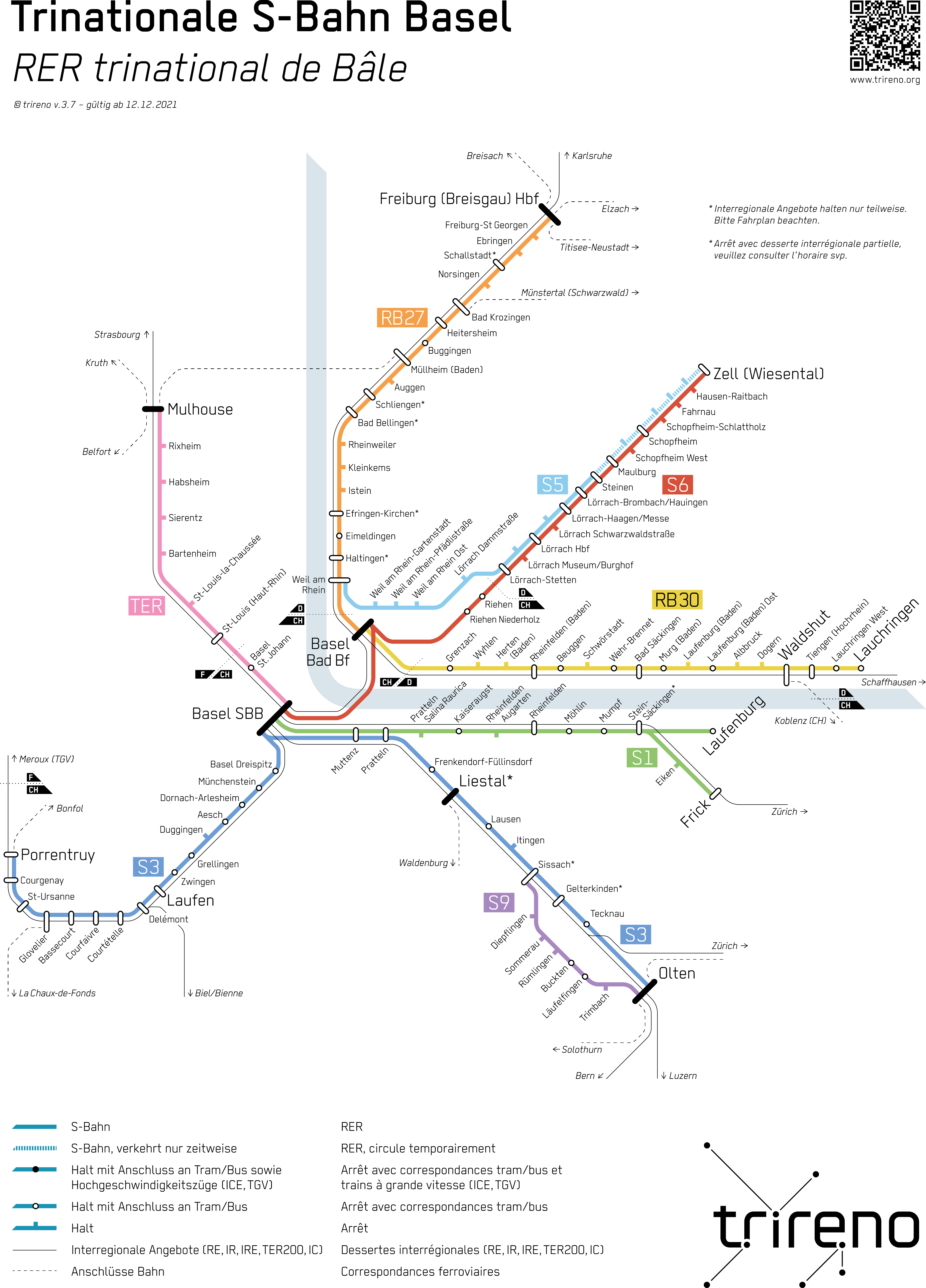
In rood: lijn Basel-Zell im Wiesenthal
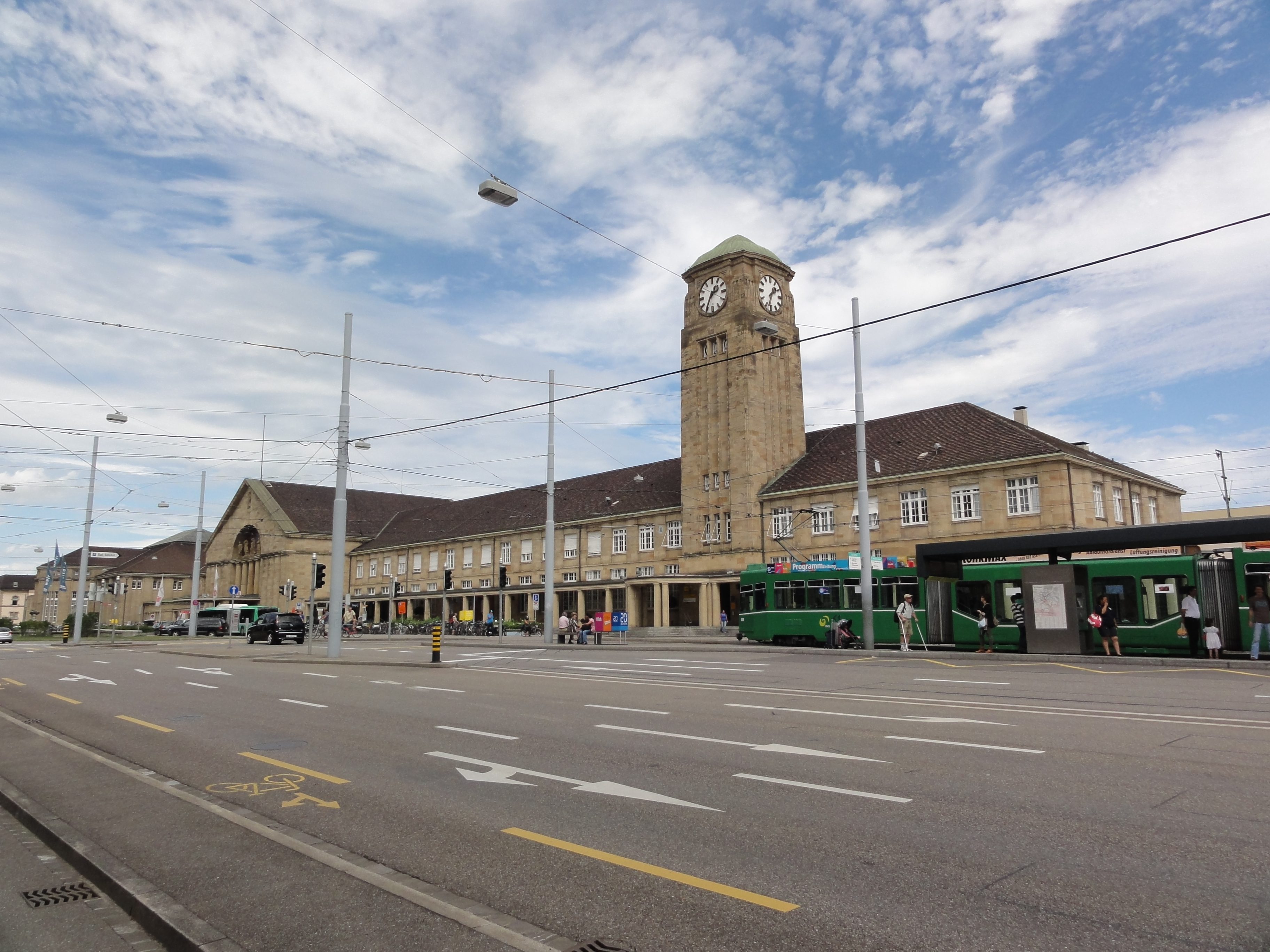
Basel Badischer Bahnhof
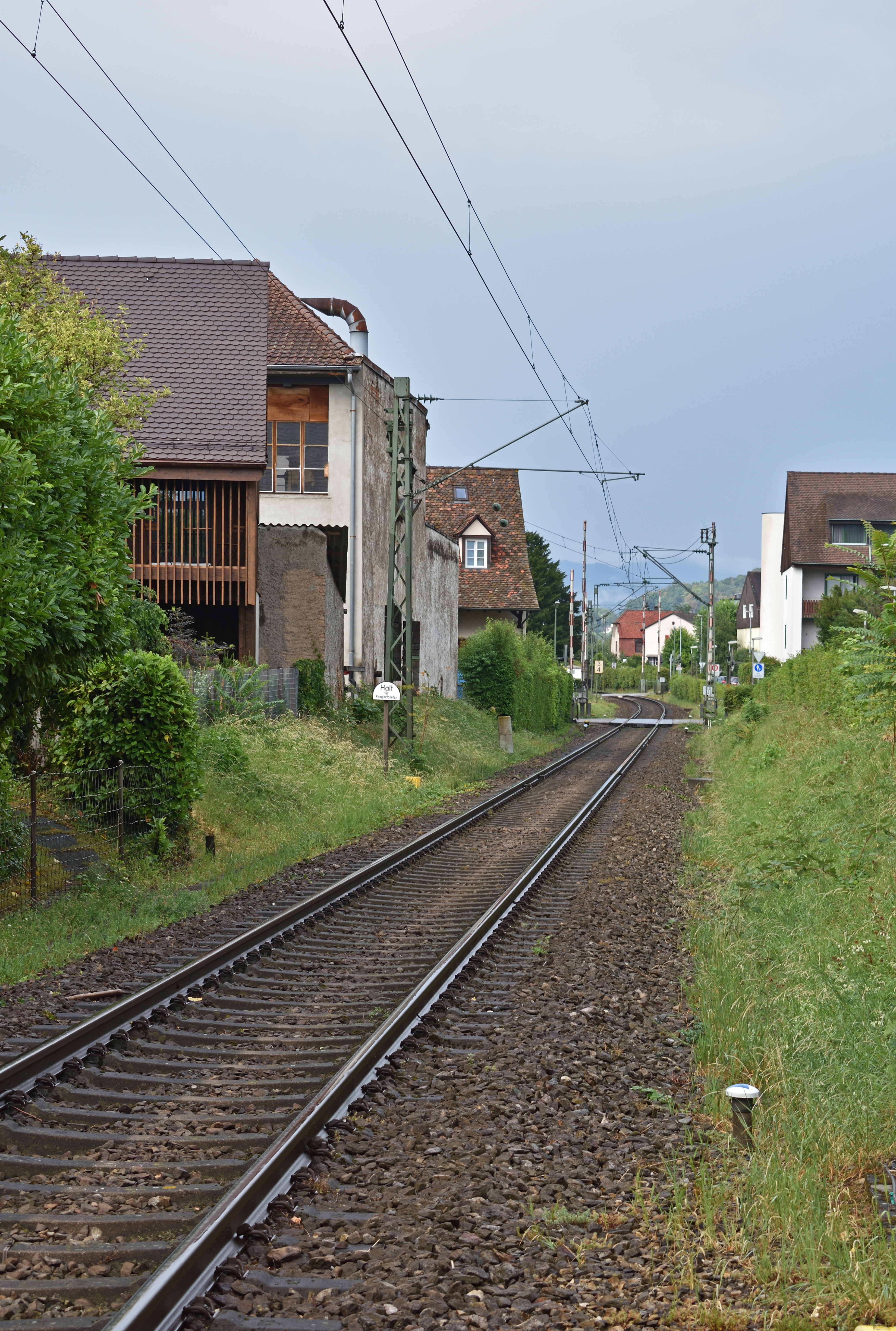
Wiesental in Riehen
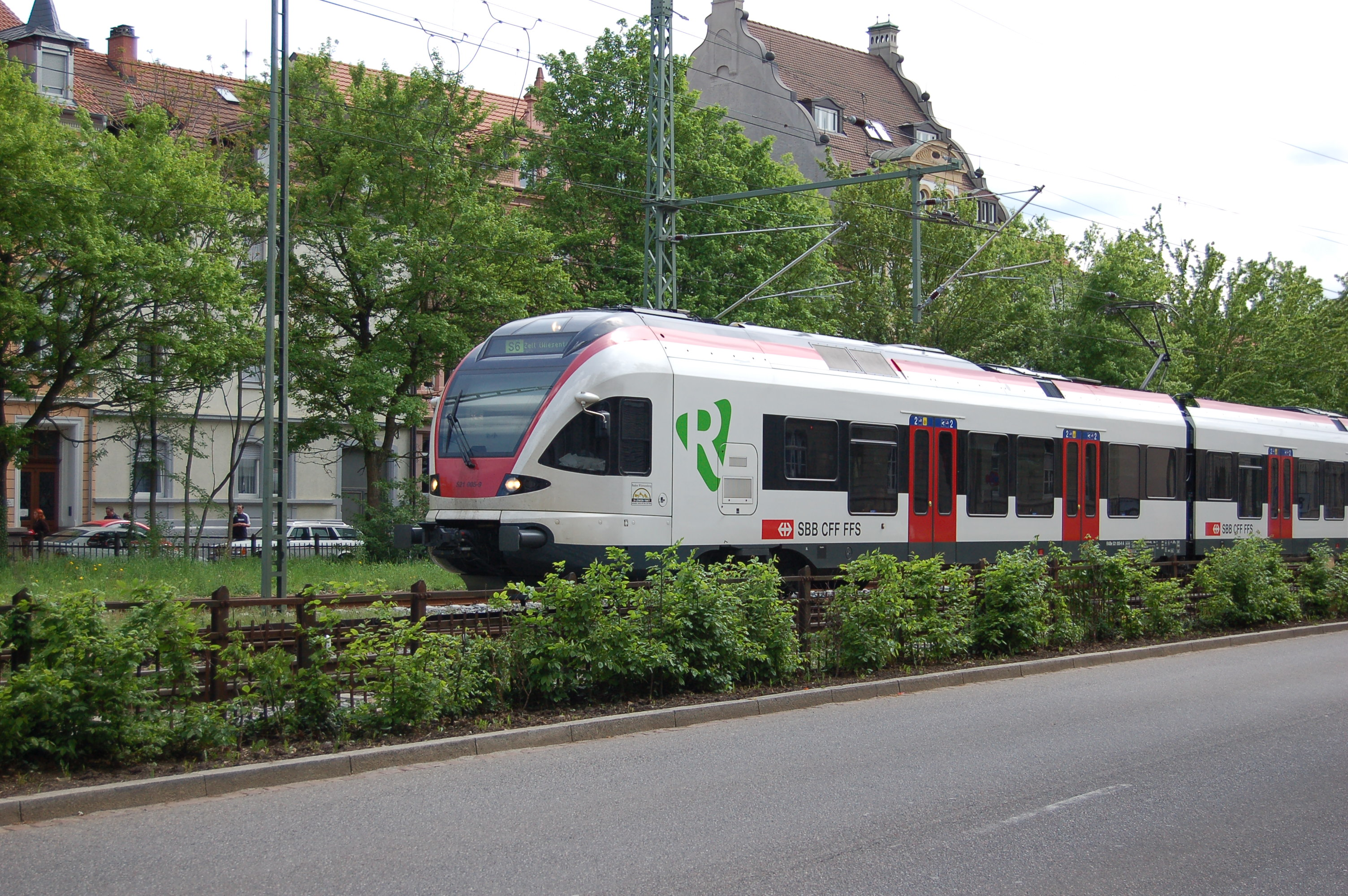
Trein in Lörrach
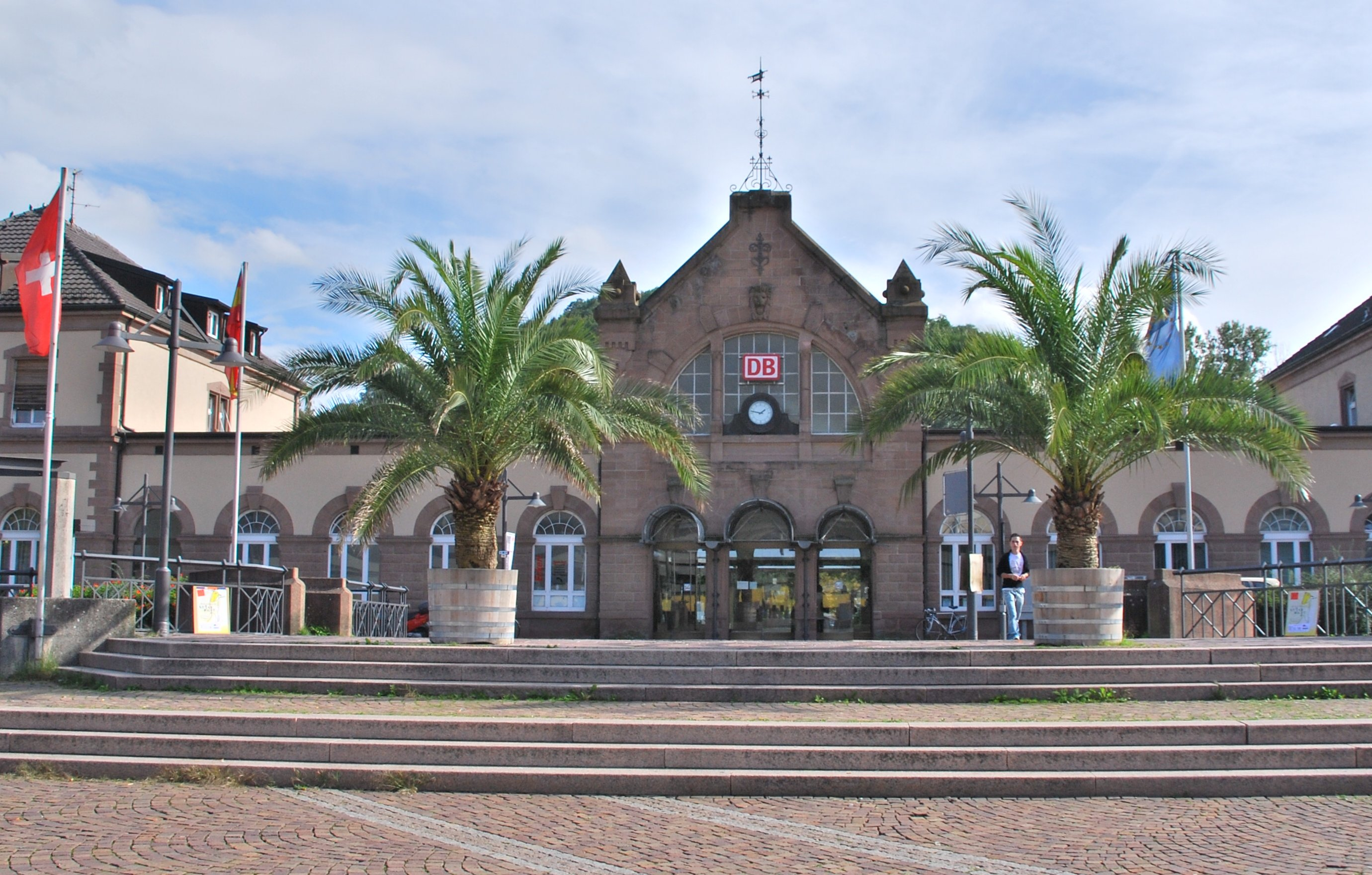
Lörrach Hauptbahnhof
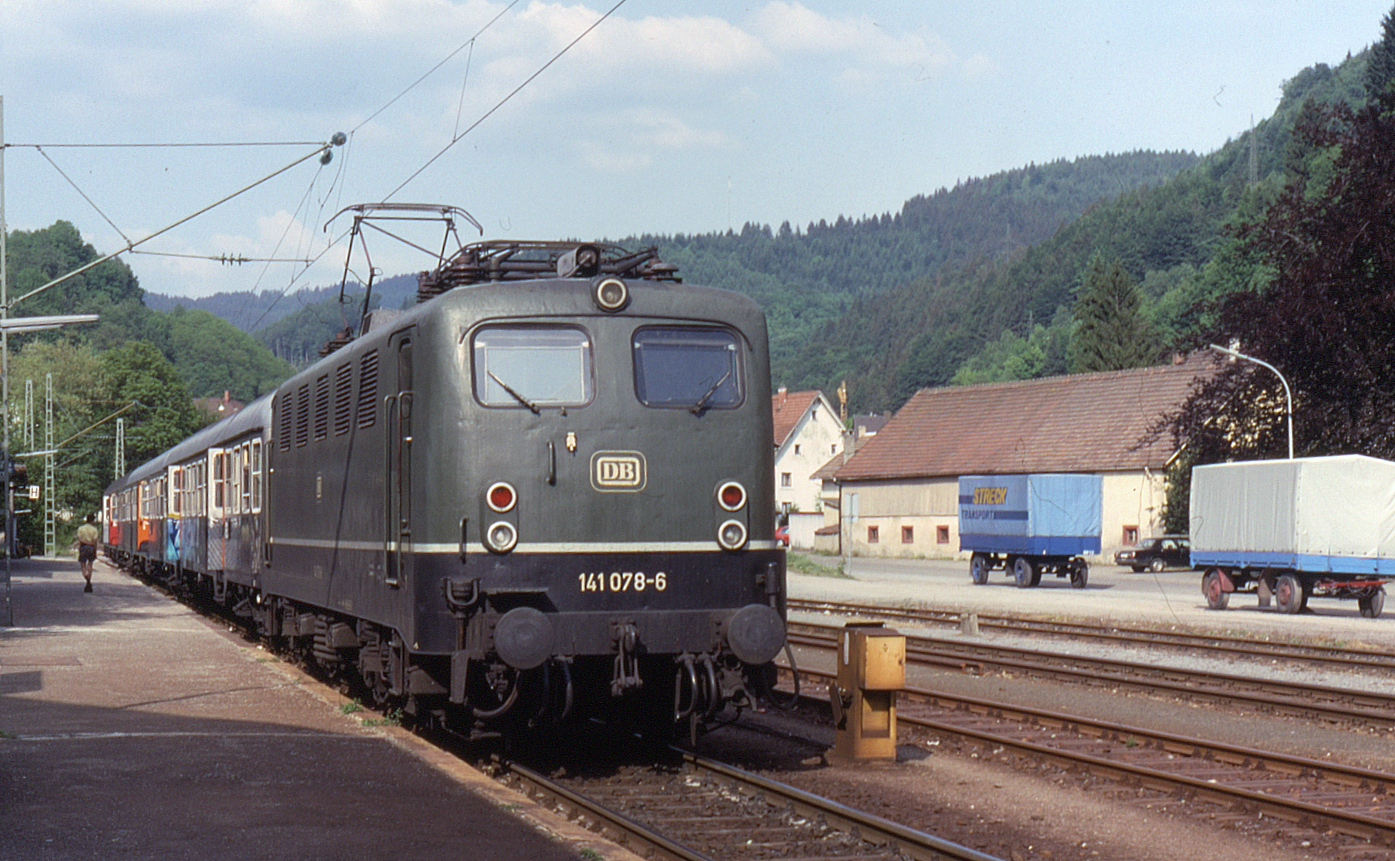
Station Zell im Wiesenthal, 1992